# 虞美人 (宝塚歌劇)

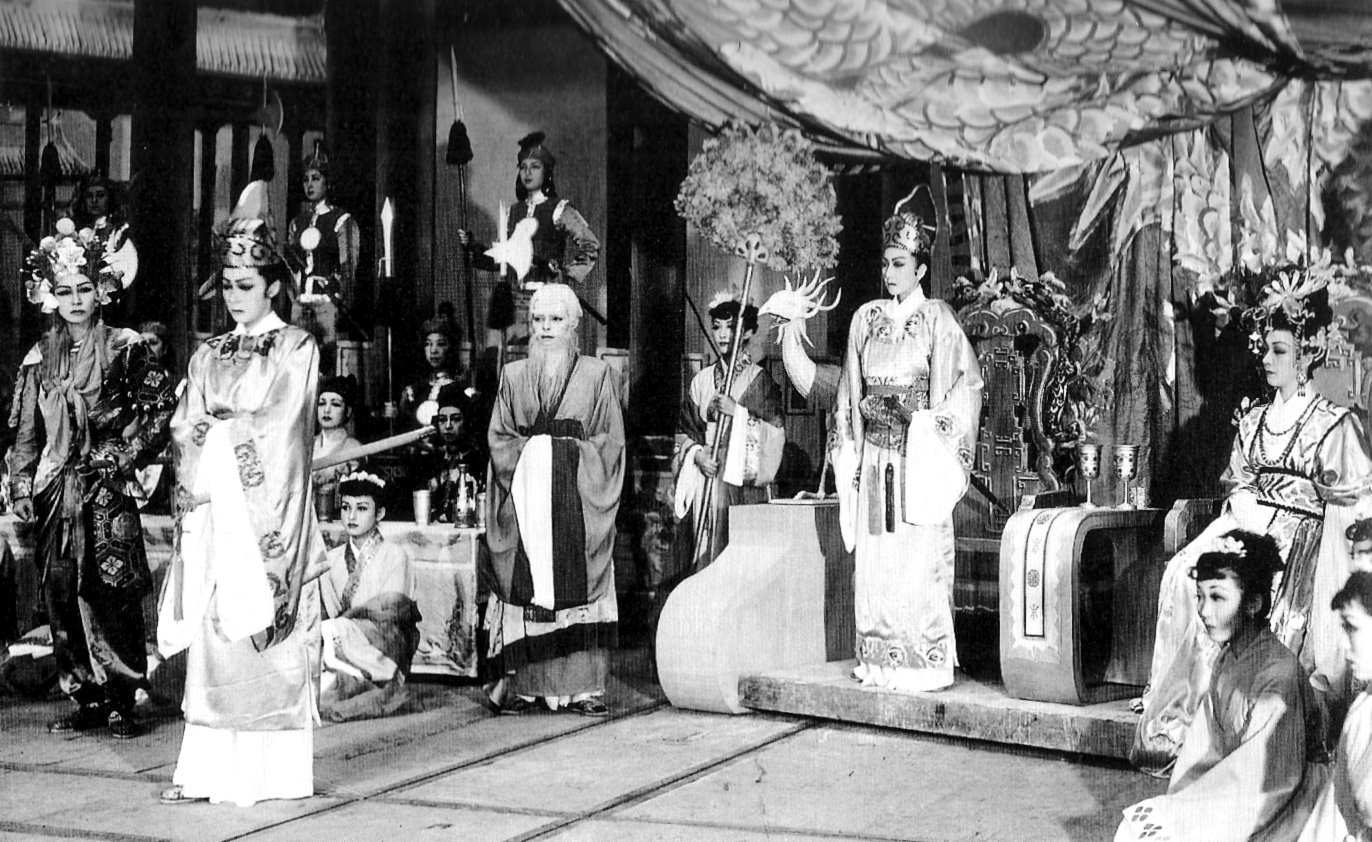
1951年8月、星組による初演、鴻門の会の場。

虞美人（ぐびじん）は、長與善郎の戯曲『項羽と劉邦』を原作とした、宝塚歌劇団のミュージカル作品。
脚本・演出は白井鐵造版、木村信司版がある。

## 詳細

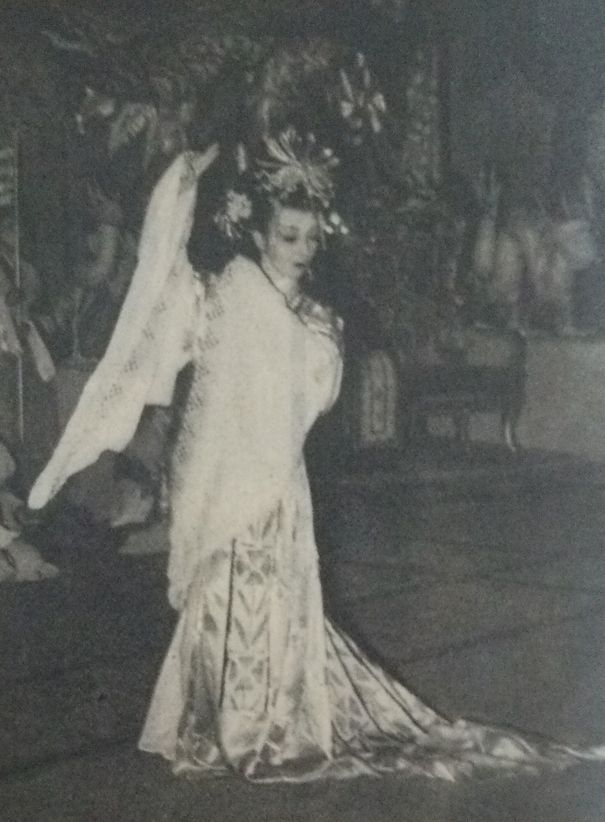
1951年の初演にて、虞美人を演ずる南悠子。

1951年（昭和26年）8月に宝塚大劇場で初演された。宝塚歌劇団にとって、初の一本立て（二幕）作品。3ヶ月連続のロングランを続け、実に30万人もの観客を動員し、宝塚史上有数のヒット作となった。宝塚ファン以外にも支持されて、作家の坂口安吾は文芸春秋1951年10月号で「ああいう大舞台で項羽と劉邦が巨人のような大きさでグッと見物人にのしかかるようにならないと、本當の大舞台とは申されない。(中略)春日野や神代が現す男性には氣品がある。」と評価した。
1950年（昭和25年）から翌年にかけて相次いでスター（淡島千景、乙羽信子、久慈あさみ、越路吹雪）が退団したが、この「虞美人」を契機に宝塚ブームが起こり、危機を脱した。観客動員数はその後の再演と合わせて、345回公演で93万9100人を動員した。
2010年（平成22年）に、木村信司により、新脚本・楽曲などによる新演出バージョンが上演され、2010年3月29日には、観客動員数が100万人を突破した。

## 登場人物
- 項羽（こうう） - 武勇に秀でた将軍だったが、人望を失い現在は劣勢。
- 虞姫（ぐき） - 項羽の寵姫で、絶世の美女。虞美人とも
- 劉邦（りゅうほう）- 項羽の最大のライバル
- 呂妃（りょひ） - 劉邦の正妃
- 韓信（かんしん） - 劉邦麾下の名将
- 殷桃娘（いん とうじょう） - 会稽の郡守の殷通の姫。父を項羽に殺され、劉邦に仕える。
- 王陵（おうりょう） - 虞姫に恋焦がれる若者

## あらすじ

### 白井版
1974年の上演をもとに記述している。

#### 第一幕
紀元前3世紀の中国、秦の皇帝の圧政に人々は苦しんでいた。
貧しい韓信に同情した桃娘は、乳母に食事を持たせ、二人は親しくなる。韓信の股くぐりの故事に見られる様に、韓信の非凡さを見抜いた范増は、項羽に彼を重用するよう進言するが受け入れられず、やがて韓信は劉邦の軍師となった。
会稽の大守・殷通は項羽と項梁を自邸に招き、皇帝に対して決起するよう相談するが、殷通の家臣・鐘離昧の策略により項羽は殷通を殺害してしまう。鐘離昧は軍勢もろとも項羽に忠誠を誓う。桃娘は父が殺害されたことに、激しい憎しみの心を燃やす。
虞姫が項羽のもとに迎えられるとき、彼女を恋慕する王陵は項羽の暗殺を試みるが失敗し死亡する。
劉邦は咸陽へ向かって出陣するが、彼の身を案じた妃の呂妃は、踊り子・梅蘭となっていた桃娘を探し出し、少年に変装させて項羽の館に送り込む。項羽は民衆に人気のある劉邦を殺害するため自陣に招くが、桃娘らの妨害によって失敗する。

#### 第二幕
項羽は天下は長くないと、かつて彼の滅ぼした亡霊達に諭される悪夢を見ていた。人望を失った彼からは将軍達はまたひとりと去っていったが、虞姫は優しくなぐさめる。
項羽の軍師・范増は、劉邦らの妻子を人質にとる作戦を実行するが、かえって彼らの士気を高めるだけだった。九里山の戦いは鐘離昧の造反によって、劉邦・韓信の狙い通りに展開した。韓信は鐘 に褒美として死を与えた。項羽は范増さえも信じられず、彼の進言を無視して突撃を行なおうとするが、范増は項羽をかばって絶命する。
桃娘は韓信の妻となり、二人は今の幸福を呂妃に感謝する。
劉邦軍が総攻撃をかける前夜、虞姫は呂妃の館を訪れた。虞姫は桃娘に夫に総攻撃を延期するよう頼んで欲しいと話す。そこへ呂妃が現れ、虞姫の落ちぶれた姿を嘲笑し互いに罵りあう。…しかし、それらは全て虞姫の想像だった。翌日、彼女は誇りを捨ててまで実行しなくて良かったと、心から思う。
周囲からは懐かしい楚の歌が聞こえ、望郷の念にとらわれた兵士達はまたひとりと脱走していく。敗北を悟った項羽は虞姫に別れを告げる。虞姫は剣を持って舞うが、すでに周囲は火に囲まれており、彼女は別れよりも死を選び自害する。

## 楽曲

### 白井版
- 赤いけしの花（河崎一朗作曲）

## これまでの上演

### 白井版
1951年星組・初演
宝塚歌劇団史上初の一本立てミュージカルで、舞台上に本物の馬が登場、項羽・劉邦などのメインキャストが実際に乗馬し演技するという奇抜な演出も話題となった。
初演は1951年8月1日～30日に星組が宝塚大劇場で上演。
1951年月組・花組
あまりの好評に宝塚大劇場での続演が決定。続く9月1日～30日の月組公演、さらに10月2日～30日の花組公演と3ヶ月のロングランを達成。
1955年星組
アメリカ軍に接収されていた東京宝塚劇場の記念すべき再開場第一作となった。星組が4月16日～5月25日に東京宝塚劇場で上演。東京公演に先立ち、3月2日～30日に宝塚大劇場で上演。
1974年星組・花組合同
宝塚歌劇60周年の記念公演として、星組・花組合同で二公演連続して宝塚大劇場で上演。
第60期生（磯野千尋、大浦みずき、剣幸、遥くららなど）の初舞台公演。
- 3月23日～4月25日[6]は星組メイン。この公演時のみ、祝舞『清く正しく美しく[6]』が併演された。
- 4月26日～5月23日[6]は花組メイン

東京公演も、合同公演で連続して東京宝塚劇場で上演。
- 6月2日～30日[7]（新人公演：6月23日[8]）は星組メイン。祝舞『清く正しく美しく[7]』が併演された。
- 7月5日～28日[7]（新人公演：7月20日[8]）は花組メイン。ショー『ゴールデン宝塚60[7]』が併演された。
- 新人公演の主な配役（6月23日）
  - 項羽 - 三代まさる[8]
  - 虞美人 - 奈緒ひろき[8]
- 新人公演の主な配役（7月20日）
  - 項羽 - 汐見里佳[8]
  - 虞美人 - 美樹ひろみ[8]

### 木村版
2010年花組
宝塚大劇場：2010年3月12日～4月12日（新人公演：3月30日）、東京宝塚劇場：2010年4月30日～5月30日（新人公演：5月13日）
新演出による1本立てミュージカル作品。娘役トップ桜乃彩音の退団公演となった。

## スタッフ

### 1951年星組・月組・花組
- 作・演出：白井鐵造[9]
- 協同演出：香村菊雄[9]
- 音楽：河崎一朗[10]・山根久雄[10]・川村篤二[10]
- 振付：康本晋史・玉田祐三[10]・出口節子[10]・渡辺武雄[10]
- 装置：石浜日出雄[10]（月組のみ）
- 衣装：平尾文男[10]（月組のみ）・小西松茂[10]（月組のみ）
- 照明：北辻芳一[10]（月組のみ）
- 小道具：椋本隆正[10]（月組のみ）
- 中国演舞指導：鮑元潞[10]・黄炳煥[10]・梁燿庭[10]

### 1955年星組
- 脚本・演出：白井鐵造

#### 宝塚大劇場公演のみのデータ
- 音楽：河崎一朗[11]・山根久雄[11]・川村篤二[11]
- 振付：康本晋史[11]・玉田祐三[11]・出口節子[11]・渡辺武雄[11]
- 装置：石浜日出雄[11]
- 衣装：平尾文男[11]・小西松茂[11]
- 照明：北辻芳一[11]
- 小道具：椋本隆正[11]・山田圭一郎[11]
- 作詞：香村菊雄[11]
- 擬斗：宮内昌平[11]
- 中国演舞指導：林福貴[11]・梁燿庭[11]・鮑元潞[11]
- 効果：松岡知一[11]
- 演出助手：長尾和明[11]・横澤英雄[11]・菅沼潤[11]

### 1974年

#### 3月23日 - 4月25日（宝塚大劇場）
- 作・演出：白井鐡造[12]
- 音楽：河崎一朗[12]・中元清純[12]・高井良純[12]・吉崎憲治[12]
- 音楽指揮：十時一夫[12]・溝口堯[12]
- 振付：河上五郎[12]・喜多弘[12]・鈴木武[12]
- 殺陣：二階堂武[12]
- 装置：石浜日出雄[12]
- 衣装：小西松茂[12]
- 照明：今井直次[12]
- 小道具：上田特市[12]・万波一重[12]
- 効果：坂上勲[12]
- 音響監督：松永浩志[12]
- 演出補：大関弘政[12]
- 演出助手：太田哲則[12]・南明[12]
- 制作：小辻糺[12]・大谷真一[12]

#### 4月26日 - 5月23日（宝塚大劇場）
- 脚本・演出：白井鐡造[13]
- 音楽：河崎一朗[14]・中元清純[14]・高井良純[14]・吉崎憲治[14]
- 音楽指揮：十時一夫[14]・溝口堯[14]
- 振付：河上五郎[14]・喜多弘[14]・鈴木武[14]
- 殺陣：二階堂武[14]
- 装置：石浜日出雄[14]
- 衣装：小西松茂[14]
- 照明：今井直次[15]
- 小道具：上田特市[15]・万波一重[15]
- 効果：坂上勲[15]
- 音響：松永浩志[15]
- 演出補：大関弘政[15]
- 演出助手：太田哲則[15]・南明[15]
- 制作：小辻糺[15]・大谷真一[15]

#### 6月2日 - 30日（東京宝塚劇場）
- 脚本・演出：白井鐵造

#### 7月5日 - 28日（東京宝塚劇場）
- 脚本・演出：白井鐵造

### 2010年花組
参考資料：2010年公演プログラム
- 脚本・演出：木村信司
- 作曲・編曲：長谷川雅大・手島恭子
- 音楽指揮：伊澤一郎（宝塚）、手嶋昌夫（東京）
- 振付：羽山紀代美・竹邑類・麻咲梨乃
- ファイティング・コーディネーター：渥美博
- 装置：大田創
- 衣装：有村淳
- 照明：勝柴次朗
- 音響：大坪正仁
- 小道具：石橋清利
- 歌唱指導：楊淑美
- 所作指導：袁英名
- 太鼓指導：木津茂理
- 演出助手：大野拓史・岡本寛子
- 舞台進行：若林修（第一幕）、原夏希（第二幕）
- 舞台美術製作：株式会社 宝塚舞台
- 演奏：宝塚歌劇オーケストラ（宝塚）、ダット・ミュージック（東京）
- 制作：髙田健司
- 制作・著作：宝塚歌劇団
- 主催：阪急電鉄 株式会社

## 配役一覧

### 脚本・演出：白井鐵造
|                     | 1951年 星組  | 1951年 月組 | 1951年 花組       | 1955年 星組  | 1955年 星組  |
| 宝塚大劇場          | 宝塚大劇場   | 宝塚大劇場  | 宝塚大劇場        | 東京宝塚劇場 |              |
| ------------------- | ------------ | ----------- | ----------------- | ------------ | ------------ |
| 項羽 （こうう）     | 春日野八千代 | 故里明美    | 春日野八千代      | 春日野八千代 | 春日野八千代 |
| 虞美人 （ぐびじん） | 南悠子       | 由美あづさ  | 南悠子            | 南悠子       | 南悠子       |
| 劉邦 （りゅうほう） | 神代錦       | 水原節子    | 神代錦            | 神代錦       | 神代錦       |
| 呂 （りょ）         | 東郷晴子     | 浅茅しのぶ  | 東郷晴子          | 東郷晴子     | 東郷晴子     |
| 韓信 （かんしん）   | 水原節子     | 寿美花代    | 打吹美砂          | 寿美花代     | 寿美花代     |
| 桃娘 （とうじょう） | 梓真弓       | 朝倉道子    | 八千草薫 有馬稲子 | 梓真弓       | 梓真弓       |
| 王陵 （おうりょう） | 寿美花代     | 八代洋子    | 南風洋子          | 真弓ひかり   | 真弓ひかり   |

|                         | 1974年合同               | 1974年合同              | 1974年合同                   | 1974年合同                   |
| 宝塚大劇場 3/23から4/25 | 東京宝塚劇場 6/2から6/30 | 宝塚大劇場 4/26から5/23 | 東京宝塚劇場 7/5から7/28     |                              |
| ----------------------- | ------------------------ | ----------------------- | ---------------------------- | ---------------------------- |
| 項羽 （こうう）         | 鳳蘭                     | 鳳蘭                    | 安奈淳                       | 安奈淳                       |
| 虞美人 （ぐびじん）     | 大原ますみ               | 大原ますみ              | 松あきら                     | 松あきら                     |
| 劉邦 （りゅうほう）     | 麻月鞠緒 但馬久美        | 麻月鞠緒                | 瀬戸内美八                   | 瀬戸内美八                   |
| 呂 （りょ）             | 水代玉藻                 | 水代玉藻                | 上原まり                     | 上原まり                     |
| 韓信 （かんしん）       | 瀬戸内美八 三代まさる    | 瀬戸内美八              | 但馬久美 明日香みやこ        | 汐見里佳                     |
| 桃娘 （とうじょう）     | 衣通月子 沢かをり        | 衣通月子 沢かをり       | 八汐みちる 有花みゆ紀 舞小雪 | 八汐みちる 有花みゆ紀 舞小雪 |
| 王陵 （おうりょう）     | 峰さを理                 | 峰さを理                | 宝純子                       | 宝純子                       |
| 樊噲 （はんかい）       | 但馬久美 安里梢          | 但馬久美                | 明日香みやこ 紫乃右行        | 明日香みやこ                 |
| 范増 （はんぞう）       | 美吉左久子               | 美吉左久子              | 麻月鞠緒                     | 麻月鞠緒                     |
| 項梁 （こうりょう）     | 沖ゆき子                 | 沖ゆき子                | 沖ゆき子 汐見里佳            | 沖ゆき子                     |
| 殷通 （いんとう）       | 清川はやみ               | 清川はやみ              | 歌川波瑠美                   | 歌川波瑠美                   |
| 鍾離眜                  | 椿友里                   | 椿友里                  | 立ともみ                     | 立ともみ                     |
| 紅林 （こうりん）       | 水穂葉子 和みちる        | 水穂葉子                | 水穂葉子                     | 水穂葉子                     |
| 万林                    | 深山しのぶ               | 深山しのぶ              | 美吉野一也                   | 美吉野一也                   |
| 千林                    | 碧美沙                   | 碧美沙                  |                              |                              |

### 脚本・演出：木村信司
|                                      | 2010年花組 （宝塚・東京） 「（ ）」の人物は新人公演。 | 2010年花組 （宝塚・東京） 「（ ）」の人物は新人公演。 |
| 宝塚                                 | 東京                                                  |                                                       |
| ------------------------------------ | ----------------------------------------------------- | ----------------------------------------------------- |
| 項羽（こうう）                       | 真飛聖（鳳真由）                                      | 真飛聖（鳳真由）                                      |
| 虞美人（ぐびじん）                   | 桜乃彩音（天咲千華）                                  | 桜乃彩音（天咲千華）                                  |
| 劉邦（りゅうほう）                   | 壮一帆（瀬戸かずや）                                  | 壮一帆（瀬戸かずや）                                  |
| 呂（りょ）                           | 花野じゅりあ（梅咲衣舞）                              | 花野じゅりあ（梅咲衣舞）                              |
| 韓信（かんしん）                     | 愛音羽麗（彩城レア）                                  | 愛音羽麗（彩城レア）                                  |
| 桃娘（とうじょう）                   | 望海風斗（実咲凜音）                                  | 望海風斗（実咲凜音）                                  |
| 王陵（おうりょう）                   | 彩城レア（和海しょう）                                | 彩城レア（和海しょう）                                |
| 王媼（おうおう）                     | 梨花ますみ（芽吹幸奈）                                | 梨花ますみ（芽吹幸奈）                                |
| 范増（はんぞう）                     | 夏美よう（真瀬はるか）                                | 夏美よう（真瀬はるか）                                |
| 懐王（かいおう）                     | 眉月凰（航琉ひびき）                                  | 眉月凰（航琉ひびき）                                  |
| 虞美人の母                           | 絵莉千晶（遼かぐら）                                  | 絵莉千晶（遼かぐら）                                  |
| 宋義（そうぎ）                       | 悠真倫（天真みちる）                                  | 悠真倫（天真みちる）                                  |
| 張良（ちょうりょう）                 | 未涼亜希（煌雅あさひ）                                | 未涼亜希（煌雅あさひ）                                |
| 紅林（こうりん）                     | 桜一花（鞠花ゆめ）                                    | 桜一花（鞠花ゆめ）                                    |
| 衛布（えいふ）                       | 華形ひかる（輝良まさと）                              | 華形ひかる（輝良まさと）                              |
| 季布（きふ）                         | 真野すがた（大河凜）                                  | 真野すがた（大河凜）                                  |
| 項梁／王翳（こうりょう／おうえい）   | 紫峰七海（冴月瑠那）                                  | 紫峰七海（冴月瑠那）                                  |
| 容容（ようよう)                      | 初姫さあや（花蝶しほ）                                | 初姫さあや（花蝶しほ）                                |
| 幽蘭（ゆうらん）                     | 初姫さあや（初花美咲）                                | 初姫さあや（初花美咲）                                |
| 殷通／呂馬童（いんとう／りょばとう） | 扇めぐむ（夏城らんか）                                | 扇めぐむ（夏城らんか）                                |
| 樊噲（はんかい）                     | 夕霧らい（羽立光来）                                  | 夕霧らい（羽立光来）                                  |
| 項荘（こうそう）                     | 祐澄しゅん（日高大地）                                | 祐澄しゅん（日高大地）                                |
| 湛湛（たんたん)                      | 愛純もえり（遼かぐら）                                | 愛純もえり（遼かぐら）                                |
| 春蘭（しゅんらん）                   | 愛純もえり（桜帆ゆかり）                              | 愛純もえり（桜帆ゆかり）                              |
| 子期（しき）                         | 朝夏まなと（真輝いづみ）                              | 朝夏まなと（真輝いづみ）                              |
| 浅浅（せんせん)                      | 華耀きらり（凪咲星南）                                | 華耀きらり（凪咲星南）                                |
| 遙華（ようか)                        | 華耀きらり（菜那くらら）                              | 華耀きらり（菜那くらら）                              |
| 石蘭（せきらん）                     | 華耀きらり（花蝶しほ）                                | 華耀きらり（花蝶しほ）                                |
| 劉邦の父                             | 月央和沙（花峰千春）                                  | 月央和沙（花峰千春）                                  |
| 青青（せいせい）                     | 白華れみ （瞳ゆゆ）                                   | 蘭乃はな （瞳ゆゆ）                                   |
| 戚（せき）                           | 白華れみ （月野姫花）                                 | 蘭乃はな （月野姫花）                                 |
| 金蘭（きんらん）                     | 天宮菜生（瞳ゆゆ）                                    | 天宮菜生（瞳ゆゆ）                                    |
| 浩浩（こうこう)                      | 華月由舞（白姫あかり）                                | 華月由舞（白姫あかり）                                |
| 玉華（ぎょっか)                      | 華月由舞（桜咲彩花）                                  | 華月由舞（桜咲彩花）                                  |
| 秋蘭（しゅうらん）                   | 華月由舞（春花きらら）                                | 華月由舞（春花きらら）                                |
| 章邯（しょうかん）                   | 浦輝ひろと（銀華水）                                  | 浦輝ひろと（銀華水）                                  |
| 白蘭（びゃくらん）                   | 芽吹幸奈（白姫あかり）                                | 芽吹幸奈（白姫あかり）                                |
| 項伯（こうはく）                     | 煌雅あさひ（鳳龍アヤ）                                | 煌雅あさひ（鳳龍アヤ）                                |
| 玉蘭（ぎょくらん）                   | 梅咲衣舞（彩咲めい）                                  | 梅咲衣舞（彩咲めい）                                  |
| 蕭何（しょうか）                     | 瀬戸かずや（水美舞斗）                                | 瀬戸かずや（水美舞斗）                                |
| 曹参（そうさん）                     | 鳳真由（柚香光）                                      | 鳳真由（柚香光）                                      |
| 鍾離昧（しょうりばつ）               | 輝良まさと（冴華りおな）                              | 輝良まさと（冴華りおな）                              |
| 悠悠（ゆうゆう)                      | 天咲千華（春花きらら）                                | 天咲千華（春花きらら）                                |
| 若華（じゃっか)                      | 天咲千華（仙名彩世）                                  | 天咲千華（仙名彩世）                                  |
| 木蘭（もくらん）                     | 天咲千華（花織千桜）                                  | 天咲千華（花織千桜）                                  |